# Secuestros de japoneses por Corea del Norte

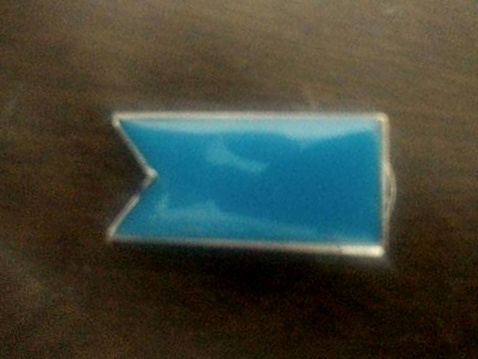
Insignia que simboliza el apoyo a la liberación de las víctimas secuestradas

Se conoce como secuestros de japoneses por Corea del Norte a una larga serie de secuestros de ciudadanos japoneses realizados por agentes del gobierno norcoreano que sucedieron durante un período de seis años, entre 1977 y 1983. Aunque el Gobierno de Japón de momento reconoce oficialmente 17 víctimas (ocho hombres y nueve mujeres), se cree que puede haber hasta 70 u 80 japoneses secuestrados.
Hay testimonios de que muchos ciudadanos no japoneses, entre ellos nueve ciudadanos de la UE, han sido secuestrados por Corea del Norte.

## Trasfondo
La mayor parte de los desaparecidos tenían alrededor de 20 años de edad, aunque la más joven, Megumi Yokota, tenía 13 cuando desapareció en noviembre de 1977 de la ciudad japonesa de Niigata. El gobierno norcoreano alega que se suicidó en marzo de 1994.
Se cree que secuestraron a las víctimas para enseñar la lengua y cultura japonesas en escuelas de espías norcoreanas. También secuestraron a personas de mayor edad para obtener y suplantar sus identidades. Se cree que estos pudieron ser asesinados inmediatamente. Igualmente, se especula con que secuestraron a mujeres japonesas para hacer de esposas de miembros de un grupo de terroristas japoneses que residían en Corea del Norte después del secuestro del Vuelo 351 de Japan Airlines en 1970, perpetrado por miembros del Ejército Rojo Japonés. Asimismo se piensa que algunos pudieron ser secuestrados tras haber descubierto por casualidad a agentes norcoreanos en Japón, lo que podría explicar el secuestro de Yokota.
Durante mucho tiempo, estos secuestros fueron negados por Corea del Norte y sus simpatizantes (particularmente, aunque no solamente, Chongryon y el Partido Socialista Japonés), y a menudo eran considerados como una teoría de conspiración. A pesar de la presión de grupos de padres japoneses, el propio gobierno japonés no tomaba ninguna medida debido a que el hoy extinto PSJ, que había mantenido estrechos lazos con Corea del Norte, negaba vehementemente los secuestros. También hay afirmaciones de que este tema está siendo utilizado por los nacionalistas japoneses, incluyendo el primer ministro Shinzō Abe, para buscar una “militarización adicional”, impulsar una revisión de la constitución que permita a Japón tener un ejército (actualmente tiene sólo las fuerzas de autodefensa), revisar la Ley de educación básica y perseguir otras metas políticas. Sin embargo, tales afirmaciones han sido criticadas por Kyoko Nakayama, la asesora especial del primer ministro japonés para el asunto de los secuestros: “Se trata del rescate de nuestros ciudadanos. Merecen toda el apoyo posible para recuperar su libertad y dignidad. Es nuestro deber recuperarlos”.

## Negociaciones entre Corea del Norte y Japón en 2002 y repercusiones
El 17 de septiembre de 2002, el primer ministro japonés Junichiro Koizumi visitó Corea del Norte para encontrarse al líder norcoreano Kim Jong-il. Para facilitar la normalización de relaciones con Japón, Kim Jong-il admitió que Corea del Norte había secuestrado 13 ciudadanos japoneses y ofreció una disculpa verbal atribuyendo los secuestros a “alguna gente que quiso demostrar su heroísmo y temeridad”, evitando asumir la responsabilidad.
Corea del Norte afirmó que, de esos 13 ciudadanos, 8 ya habían muerto y proporcionó sus certificados de defunción.

## El regreso de cinco víctimas
Luego, Corea del Norte permitió viajar a Japón a las cinco víctimas que había declarado como vivas, con la condición de que después regresaran a Corea del Norte. Los 5 ciudadanos volvieron a Japón el 15 de octubre de 2002.
Sin embargo, el Gobierno japonés, escuchando las súplicas de las familias de los secuestrados y del público en general, le dijo a los norcoreanos que las víctimas no iban a regresar. Corea del Norte afirmó que ésta era una violación del acuerdo y que renunciaba a continuar más conversaciones.
Las cinco víctimas devueltas eran Yasushi Chimura, su esposa Fukie, Kaoru Hasuike, su esposa Yukiko e Hitomi Soga.

### Hijos y esposos de las víctimas retornadas reunidos
Se permitió a los tres niños de la familia de Chimura y los dos niños de la familia de Hasuike, que nacieron en Corea del Norte, reunirse con sus padres en Japón tras la segunda visita del primer ministro japonés Koizumi a Pionyang el 22 de mayo de 2004. Ambos grupos de hijos decidieron quedarse a vivir en Japón para aprender el idioma y vivir como japoneses, según sus parientes.
Hitomi Soga pudo reencontrarse con su marido e hijos, pero de un modo más tortuoso. Su marido, Charles Robert Jenkins, era un desertor del ejército de Estados Unidos que huyó a Corea del Norte donde conoció y se casó con Soga. Temiendo una corte marcial, el Sr. Jenkins y sus dos hijas se reencontraron con Soga en Yakarta, Indonesia, el 9 de julio de 2004, regresando juntos a Japón el 18 de julio. Dos meses después, el 11 de septiembre de 2004, Jenkins se presentó en la base estadounidense de Camp Zama, en Japón, y recibió una leve sentencia tras ser encontrado culpable de deserción y ayuda al enemigo, siendo licenciado del ejército con deshonor. La familia vive desde entonces en la isla de Sado de Japón; Jenkins murió en 2017.

### Más evidencias e investigaciones
En noviembre de 2004, Corea del Norte devolvió dos restos humanos, indicando que eran de Megumi Yokota y Kaoru Matsuki, que Pionyang había declarado muertos. Las subsiguientes pruebas de ADN de los japoneses determinaron que los restos no pertenecían a ninguno de los dos. Sin embargo, la revista científica independiente Nature publicaría un artículo muy crítico con estas pruebas, que fueron realizadas en el departamento de medicina forense de la universidad Teikyo por Tomio Yoshii, un profesor con relativamente poca experiencia y sin la presencia de ningún catedrático. Yoshii posteriormente reconoció que carecía de experiencia previa en el análisis de muestras incineradas. Este error — deliberado o no — tensó aún más las relaciones entre Japón y Corea del Norte.
En una entrevista con policía japonesa, Yasushi Chimura y Kaoru Hasuike, dos de los secuestrados que pudieron volver a Japón en 2002, identificaron a dos de sus secuestradores Sin Gwang-su (conocido también como Sin Kwang-su) y un hombre conocido como “Pak”. La policía japonesa solicitó las detenciones de Kwang Su y Choi Sung Chol por los secuestros de ciudadanos japoneses. Se informó de que Sin le dijo a la policía surcoreana que Kim Jong-il le había ordenado personalmente llevar a cabo secuestros.
En marzo de 2006, la policía de Osaka hizo una redada en seis instalaciones, incluyendo la Cámara de Comercio norcoreana, dentro de una investigación sobre las circunstancias que rodearon la desaparición en junio de 1980 de uno de los presuntos secuestrados, Tadaaki Hara. Las seis instalaciones fueron vinculadas a Chongryon, una organización de residentes coreanos en Japón afín a Pionyang. Un portavoz de la policía dijo que el jefe de Chongryon en ese entonces era sospechoso de cooperar en el secuestro de Hara.

### Situación actual

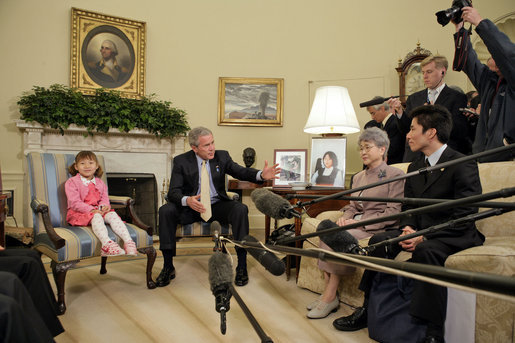
Sakie Yokota (madre de la secuestrada, Megumi Yokota) es recibida por el Presidente de los Estados Unidos, George W. Bush.

El gobierno norcoreano sigue afirmando que hubo solo 13 secuestrados y que el tema ha sido resuelto con el retorno de las cinco víctimas. Sin embargo, el gobierno japonés considera que el asunto no está bien resuelto y que todas las pruebas aportadas por Corea del Norte son falsas.
Para mayo del 2004, cinco secuestrados y sus familias (10 personas en total) habían vuelto de Corea del Norte. Sin embargo, varios presuntos secuestrados permanecían desaparecidos.
Aunque el entonces Secretario en jefe del Gabinete japonés Hiroyuki Hosoda comentó el 24 de diciembre de 2004 que “a no ser que se tomen rápidamente medidas honestas, no nos quedará más remedio que adoptar medidas drásticas”, haciendo alusión a posibles sanciones, tales movimientos no se han llevado a cabo por Tokio.
El grupo de ayuda a las víctimas también ha buscado ayuda en la ONU. El entonces Secretario General de Naciones Unidas Kofi Annan, en un discurso ante la Dieta de Japón el 24 de febrero de 2004, mencionó el asunto, solidarizándose con las víctimas y sus familias, y expresando su deseo de que se llegase a un acuerdo completo.
Posteriormente, en ese mismo año, el Congreso de los Estados Unidos aprobó el Acta de derechos humanos en Corea del Norte de 2004. En respuesta a esto, el partido gobernante surcoreano, no queriendo dañar relaciones norte-sur, expresó su preocupación.[cita requerida] Por otro lado, las familias de las víctimas y sus partidarios mostraron su gratitud hacia el Gobierno de los Estados Unidos y el presidente.
En 2004, la dieta japonesa aprobó dos leyes destinadas a restringir el comercio con Corea del Norte.
El 2 de noviembre de 2005, el Reino Unido encabezó 45 países, incluyendo la Unión Europea, los Estados Unidos y Japón, para presentar una propuesta de condena a Corea del Norte ante las Naciones Unidas. El 16 de diciembre, esta oferta fue aprobada por la Asamblea General con 88 votos a favor, 21 en contra y 60 abstenciones. Particularmente, China y Rusia se opusieron y el gobierno de Corea del Sur se abstuvo. Corea del Norte fue condenada  por las “violaciones sistemáticas de los derechos humanos”, y se mencionó el asunto de los secuestros, la existencia de campos de concentración y los abusos contra los desertores norcoreanos devueltos a Corea del Norte.
En las conversaciones a seis bandas se ha establecido un grupo de trabajo sobre derechos humanos.[cita requerida]
La entonces Secretaria de Estado de los Estados Unidos Condoleezza Rice expresó su apoyo en la cuestión de los secuestrados.
El 27 de abril de 2006, Sakie Yokota, madre de la secuestrada Megumi Yokota, declaró ante un subcomité de la Cámara de Representantes de los Estados Unidos sobre los secuestros. Al día siguiente, Yokota se encontró con el presidente George W. Bush para pedir la ayuda de los Estados Unidos en la resolución del tema de secuestros. El presidente calificó la cita como “una de las reuniones más conmovedoras” de su presidencia y cuestionó las acciones de Corea del Norte.
El 13 de junio de 2006, se presentó en la Dieta japonesa el proyecto de ley de derechos humanos en Corea del Norte, que exigía sanciones sobre Pionyang.

## Víctimas reconocidas oficialmente por el gobierno Japonés
El gobierno Japonés reconoce oficialmente a diecisiete nacionales como víctimas de secuestros por Corea del Norte. El decimosexto, Minoru Tanaka, fue agregado a la lista el 27 de abril de 2005, tras el descubrimiento de pruebas que apoyaban la idea de que lo habían secuestrado. La decimoséptima víctima, Kyoko Matsumoto, fue añadida a la lista en noviembre de 2006.
| Nombre           | Sexo      | Nacimiento               | Circunstancias de Desaparición                                                                                 | Estado Actual |
| ---------------- | --------- | ------------------------ | --- | --- |
| Yutaka Kume      | Masculino | ca. 1925                 | Desaparecido en septiembre de 1977 en la península de Noto, prefectura de Ishikawa                             | Corea del Norte niega cualquier implicación. |
| Megumi Yokota    | Femenino  | 15 de octubre de 1964    | Desaparecida el 15 de noviembre de 1977 de Niigata, prefectura de Niigata                                      | Según Corea del Norte, murió el 13 de marzo de 1994 (la fecha originalmente anunciada fue 1993 pero después fue corregida por Pionyang).                   |
| Minoru Tanaka    | Masculino | ca. 1950                 | Desaparecido en junio de 1978. Fue convecido para ir a Europa, y posteriormente llevado a Corea del Norte.     | Corea del Norte niega cualquier implicación. |
| Yaeko Taguchi    | Femenino  | 10 de agosto de 1955     | Desaparecida en junio de 1978 en un lugar indeterminado.                                                       | Corea del Norte dice que murió el 30 de julio de 1986. Sin embargo, Kim Hyon Hui, responsable del atentado al Vuelo 858 de Korean Air, dice que está viva. |
| Yasushi Chimura  | Masculino | 4 de junio de 1955       | Desaparecido el 7 de julio de 1978 junto con su prometida Fukie Hamamoto cerca de la costa de Obama (Fukui).   | Vivo (regresado). |
| Fukie Hamamoto   | Femenino  | 8 de junio de 1955       | Desaparecida el 7 de julio de 1978 junto a su prometido Yasushi Chimura cerca de la costa de Obama (Fukui).    | Viva (regresada). |
| Kaoru Hasuike    | Masculino | 29 de septiembre de 1957 | Desaparecido el 31 de julio de 1978 con su novia Yukiko Okudo de la costa de Kashiwazaki (Niigata).            | Vivo (regresado). |
| Yukiko Okudo     | Femenino  | 15 de abril de 1956      | Desaparecida el 31 de julio de 1978 con su novio Kaoru Hasuike de la costa de Kashiwazaki (Niigata).           | Viva (regresada). |
| Hitomi Soga      | Femenino  | 17 de mayo de 1959       | Desaparecida junto con su madre Miyoshi Soga el 12 de agosto de 1978 en la Isla de Sado, prefectura de Niigata | Casada con Charles Robert Jenkins, un desertor del ejército de los Estados Unidos, en 1980, y regresó a Japón con él en 2004.                              |
| Miyoshi Soga     | Femenino  | ca. 1932                 | Desaparecida junto a su hija Hitomi Soga el 12 de agosto de 1978, en la Isla de Sado, prefectura de Niigata    | Pionyang dice que Miyoshi Soga nunca entró en el país. |
| Rumiko Matsumoto | Femenino  | 1 de noviembre de 1954   | Desaparecida el 12 de agosto de 1978 en Fukiage, prefectura de Kagoshima, junto con su novio Shuichi Ichikawa  | Según Pionyang, murió el 17 de agosto de 1981 en Corea del Norte.                                                                                          |
| Shuichi Ichikawa | Masculino | 20 de octubre de 1954    | Desaparecido el 12 de agosto de 1978 en Fukiage, prefectura de Kagoshima, junto con su novia, Rumiko Matsumoto | Según Pionyang, murió el 4 de septiembre de 1979 en Corea del Norte.                                                                                       |
| Toru Ishioka     | Masculino | 29 de junio de 1957      | Desaparecido en mayo de 1980 de Madrid, España durante un viaje a Europa                                       | Según Corea del Norte, falleció junto con Keiko Arimoto el 4 de noviembre de 1988 como consecuencia de un escape de gas en su casa en Pionyang.            |
| Kaoru Matsuki    | Masculino | 23 de junio de 1953      | Desaparecido mayo de 1980 de Madrid, España durante un viaje a Europa                                          | Según Pionyang, murió el 23 de agosto de 1996 en Corea del Norte.                                                                                          |
| Tadaaki Hara     | Masculino | 10 de agosto de 1936     | Desaparecido en junio de 1980 de Miyazaki (Miyazaki), prefectura de Miyazaki                                   | Según Pionyang, murió el 19 de julio de 1986 en Corea del Norte.                                                                                           |
| Keiko Arimoto    | Femenino  | 12 de junio de 1960      | Desaparecida en 1983 de Copenhague, Dinamarca mientras estudiaba inglés en el extranjero                       | Según Corea del Norte, falleció junto con Toru Ishioka el 4 de noviembre de 1988 como consecuencia de un escape de gas en su casa en Pionyang.             |
| Kyoko Matsumoto  | Femenino  | 1948                     | Desapareció cerca de su casa mientras se dirigía a una clase de labores de punto.                              | A fecha de 2010, Corea del Norte no ha dado respuesta a las peticiones japonesas.                                                                          |

## Otros secuestros por Corea del Norte
Corea del Norte también ha perpetrado secuestros en Corea del Sur, que tiene el número más elevado de ciudadanos secuestrados por el Norte. El número de ciudadanos surcoreanos secuestrados se estima en 485 o 486.
En diciembre de 1969, el YS-11 de Korean Air fue secuestrado por un agente norcoreano poco después de despegar de la ciudad de Gangneung. El piloto fue obligado a aterrizar en Corea del Norte. Los pasajeros, tripulación y avión aún no han sido devueltos. Corea del Norte alegó que aquello había sido una acción del piloto buscando asilo, sin embargo el suceso se considera como otro caso más de secuestro.
En los años 70, secuestraron a muchas mujeres en el Líbano y en julio de 1977 hubo un intento de secuestro de una pianista y actriz surcoreana y su esposo en Belgrado. También hubo incidentes en los que estudiantes surcoreanos de secundaria fueron secuestrados.
Hay testimonios de varios otros ciudadanos secuestrados, incluyendo 2 chinos de Macao, 2 holandeses, 3 franceses, 3 italianos, un jordano, 4 malayos y un singapurense.
La Comisión de Derechos Humanos de las Naciones Unidas ha comenzado investigaciones sobre los surcoreanos secuestrados. Hitomi Soga también testificó que había ciudadanos de Rumanía y Tailandia entre los secuestrados. Se ha localizado la familia de una víctima de secuestro tailandesa y el gobierno japonés está trabajando con el gobierno tailandés para resolver el asunto.
Según el Comité para la Democratización de Corea del Norte (CDNK), se cree que agentes norcoreanos han podido secuestrar, desde finales de los años 90 en adelante, a unos 200 ciudadanos chinos (en su mayoría de etnia coreana) en poblaciones fronterizas del nordeste de China. Estos ciudadanos estarían ofreciendo ayuda a los desertores norcoreanos y tras ser secuestrados fueron encarcelados en Corea del Norte. Al parecer, el gobierno chino no ha solicitado oficialmente la repatriación de ninguna de estas víctimas, actitud que, según el CDNK, estaría encaminada a conservar la armonía en las relaciones bilaterales.

## Controversias
Existe una polémica sobre si los restos de Megumi Yokota devueltos por Corea del Norte eran suyos o no. El gobierno japonés llevó a cabo pruebas y determinó que no lo eran. Pero en febrero de 2005, la revista científica británica Nature publicó un artículo en el que el analista de ADN de la universidad Teikyo que hizo los análisis, Tomio Yoshii, reconoció que los resultados podrían ser no concluyentes. Asimismo, la técnica empleada, al parecer, ya no era usada profesionalmente en Estados Unidos debido a la facilidad con la que podía ocurrir una contaminación. Según el Ministerio de Asuntos Exteriores japonés, los restos no están disponibles para hacer más pruebas.